# Love, Death & Robots
Love, Death & Robots (traducido en español: Amor, muerte y robots y estilizado como LOVE DEATH + ROBOTS) es una antología animada original de Netflix. Se trata de relatos de ciencia ficción sobre amor, muerte y robots como su propio nombre indica. La primera temporada cuenta con 18 episodios y ha sido estrenada el 15 de marzo de 2019. La serie es producida por Joshua Donen, David Fincher, Jennifer Miller, y Tim Miller. Cada episodio es animado por un equipo diferente.
El 10 de junio de 2019, se confirmó que la serie fue renovada para una segunda temporada, además de contar con la incorporación de Jennifer Yuh Nelson como parte del equipo de producción.
El 19 de abril del 2021, se liberó el tráiler de la segunda temporada confirmando la fecha de estreno para el 14 de mayo. Esta segunda temporada fue finalmente estrenada el 14 de mayo de 2021 y consta de 8 episodios.
Su tercera temporada se ha estrenado el 20 de mayo de 2022, conformada por 9 episodios con el propio David Fincher dirigiendo uno de ellos (Mal viaje). El 12 de agosto de 2022 se confirmó que la serie fue renovada para una cuarta temporada. La cuarta temporada se estrenó el 15 de mayo de 2025.

## Sinopsis
Love, Death + Robots es una colección de historias cortas animadas que van desde la ciencia ficción hasta la fantasía, el horror y la comedia. Cada episodio tiene una narrativa y animación diferente.

## Producción
Esta primera antología de cuentos animados proviene de la asociación entre David Fincher que ha trabajado en Netflix durante algunos años con House of Cards y Mindhunter, y Tim Miller, director de Deadpool y fundador de Blur Studio, que se especializa en animación y efectos especiales. En el festival South by Southwest de Texas en 2018, Tim Miller reveló a IndieWire que la idea de esta serie única surgió hace diez años cuando conoció a David Fincher por primera vez. 
Bajo la mirada de David Fincher y Tim Miller, todos los episodios de esta serie antológica fueron supervisados por el director Gabriele Pennacchioli, la productora Victoria Howard y el chef de efectos especiales Jérôme Denjean. Esta sinergia aporta una uniformidad artística y estética al proyecto sin alterar la originalidad o la esencia de los cortometrajes con gráficos, universos, escenarios y personajes totalmente diferentes.

## Episodios

### Volumen I
| N.º | Título                                                        | Dirigido por                                               | Guion adaptado por          | Basado en una historia escrita por | Animación producida por         | Fecha de lanzamiento original |
| --- | ------------------------------------------------------------- | ---------------------------------------------------------- | --------------------------- | ---------------------------------- | ------------------------------- | ----------------------------- |
| 1 | «Sonnie's Edge» «La ventaja de Sonnie»                        | Dave Wilson                                                | Philip Gelatt               | Peter F. Hamilton                  | Blur Studio                     | 15 de marzo de 2019           |
| Una mujer llamada Sonnie controla remotamente a un monstruo genéticamente diseñado para batallas clandestinas de gladiadores. Un hombre rico le ofrece mucho dinero para perder, pero ella se niega. Después de que ella gana el combate, él regresa para hacerle pagar, solo para descubrir que él tiene las cosas complicadas. |                                                               |                                                            |                             |                                    |                                 |                               |
| 2 | «Three Robots» «Los tres robots»                              | Victor Maldonado & Alfredo Torres                          | Philip Gelatt               | John Scalzi                        | Blow Studio                     | 15 de marzo de 2019           |
| Después de la destrucción de la humanidad, tres robots deambulan por una ciudad aparentemente abandonada, tratando de entender cómo vivían los humanos con base en su conocimiento limitado de ellos y las cosas que dejaron atrás. La sorpresa llega cuando se encuentran con un gato.                                          |                                                               |                                                            |                             |                                    |                                 |                               |
| 3 | «The Witness» «Testigo»                                       | Alberto Mielgo                                             | Escrito por: Alberto Mielgo | —                                  | Pinkman.TV                      | 15 de marzo de 2019           |
| Una mujer es testigo de un asesinato en un edificio frente al hotel donde se hospeda. El juego del gato y el ratón comienza cuando ella está cara a cara con el asesino. |                                                               |                                                            |                             |                                    |                                 |                               |
| 4 | «Suits» «Trajes»                                              | Franck Balson                                              | Philip Gelatt               | Steven Lewis                       | Blur Studio                     | 15 de marzo de 2019           |
| Una pequeña comunidad de agricultores defiende sus tierras con trajes mecha de un enjambre invasor de alienígenas insectoides. |                                                               |                                                            |                             |                                    |                                 |                               |
| 5 | «Sucker of Souls» «Vendrá por tu alma»                        | Owen Sullivan                                              | Philip Gelatt               | Kirsten Cross                      | Studio La Cachette              | 15 de marzo de 2019           |
| Un arqueólogo, su asistente y un cazarrecompensas despiertan a una amenaza de tiempos pasados. |                                                               |                                                            |                             |                                    |                                 |                               |
| 6 | «When the Yogurt Took Over» «El yogur que conquistó el mundo» | Victor Maldonado & Alfredo Torres                          | Janis Robertson             | John Scalzi                        | Blow Studio                     | 15 de marzo de 2019           |
| Una breve crónica acerca de cómo un saludable alimento pasó a darle al mundo una vida más saludable, ampliando sus horizontes. |                                                               |                                                            |                             |                                    |                                 |                               |
| 7 | «Beyond the Aquila Rift» «Más allá de la grieta»              | Léon Bérelle, Dominique Boidin, Rémi Kozyra & Maxime Luère | Philip Gelatt               | Alastair Reynolds                  | Unit Image                      | 15 de marzo de 2019           |
| Un grupo de viajeros interestelares quedan varados a demasiados años luz como para volver. Sin embargo, un rostro familiar parece ocultar peores noticias. |                                                               |                                                            |                             |                                    |                                 |                               |
| 8 | «Good Hunting» «Buena cacería»                                | Oliver Thomas                                              | Philip Gelatt               | Ken Liu                            | Red Dog Culture House           | 15 de marzo de 2019           |
| El hijo de un caza demonios y una huli jing viven sus nuevas vidas en un mundo que pierde su magia gracias a la tecnología, viéndose forzados a "actualizarse" |                                                               |                                                            |                             |                                    |                                 |                               |
| 9 | «The Dump» «El vertedero»                                     | Javier Recio Gracia                                        | Philip Gelatt               | Joe Lansdale                       | Able & Baker                    | 15 de marzo de 2019           |
| El principal habitante de un vertedero le cuenta una bizarra historia a un empleado gubernamental que quiere desalojarlo, la cual resulta ser aterradora y real. |                                                               |                                                            |                             |                                    |                                 |                               |
| 10 | «Shape-Shifters» «Mutantes»                                   | Gabriele Pennacchioli                                      | Philip Gelatt               | Marko Kloos                        | Blur Studio                     | 15 de marzo de 2019           |
| Enlistados y discriminados por sus compañeros, un par de hombres lobo descubren que en las líneas enemigas hay personas de su condición. |                                                               |                                                            |                             |                                    |                                 |                               |
| 11 | «Helping Hand» «Necesito una mano»                            | Jon Yeo                                                    | Philip Gelatt               | Claudine Griggs                    | Axis Studios                    | 15 de marzo de 2019           |
| Una astronauta se queda a la deriva mientras hace una reparación y la ayuda llegará demasiado tarde, por lo que tendrá que hacer un sacrificio. |                                                               |                                                            |                             |                                    |                                 |                               |
| 12 | «Fish Night» «Noche de pesca»                                 | Damian Nenow                                               | Philip Gelatt               | Joe Lansdale                       | Platige Image                   | 15 de marzo de 2019           |
| Un par de vendedores de puerta en puerta sufren de una avería mecánica, por lo que descubren que la noche en el desierto va más allá de su imaginación. |                                                               |                                                            |                             |                                    |                                 |                               |
| 13 | «Lucky 13» «Trece de la suerte»                               | Jerome Chen                                                | Philip Gelatt               | Marko Kloos                        | Sony Pictures Imageworks        | 15 de marzo de 2019           |
| Una piloto recién asignada a una nave de combate con un historial muy desafortunado descubre el por qué del nombre de su Nave, Lucky 13. |                                                               |                                                            |                             |                                    |                                 |                               |
| 14 | «Zima Blue» «Piezas únicas»                                   | Robert Valley                                              | Philip Gelatt               | Alastair Reynolds                  | Passion Animation Studios       | 15 de marzo de 2019           |
| Una reportera acude a una cita con un famoso muralista, el cual quiere compartir su misterioso origen antes de presentar su última obra. |                                                               |                                                            |                             |                                    |                                 |                               |
| 15 | «Blindspot» «Punto ciego»                                     | Vitaliy Shushko                                            | Vitaliy Shushko             | —                                  | Elena Volk's Independent Studio | 15 de marzo de 2019           |
| Un grupo de androides van tras la caza de un chip persiguiendo a un convoy, pronto descubren que no será tan fácil como esperaban. |                                                               |                                                            |                             |                                    |                                 |                               |
| 16 | «Ice Age» «La era del hielo»                                  | Tim Miller                                                 | Philip Gelatt               | Michael Swanwick                   | Atomic Fiction                  | 15 de marzo de 2019           |
| Una joven pareja se muda de apartamento y encuentra una civilización perdida en un refrigerador antiguo. |                                                               |                                                            |                             |                                    |                                 |                               |
| 17 | «Alternate Histories» «Historias alternativas»                | Victor Maldonado & Alfredo Torres                          | Philip Gelatt               | John Scalzi                        | Sun Creature Studio             | 15 de marzo de 2019           |
| ¿Quierés ver morir a Hitler de las maneras más fantásticas? Multiversos. |                                                               |                                                            |                             |                                    |                                 |                               |
| 18 | «Secret War» «La guerra secreta»                              | István Zorkóczy                                            | Philip Gelatt               | David W. Amendola                  | Digic Pictures                  | 15 de marzo de 2019           |
| En las profundidades de los bosques de Siberia, unidades de Élite del Ejército Rojo luchan contra viles demonios. |                                                               |                                                            |                             |                                    |                                 |                               |

### Volumen II
| N.º | Título                                                          | Dirigido por                                                     | Guion adaptado por | Basado en una historia escrita por | Animación producida por   | Fecha de lanzamiento original |
| --- | --------------------------------------------------------------- | ---------------------------------------------------------------- | ------------------ | ---------------------------------- | ------------------------- | ----------------------------- |
| 1 | «Automated Customer Service» «Servicio al cliente automatizado» | Meat Dept (Kevin Dan Ver Meiren, David Nicolas, Laurent Nicolas) | Philip Gelatt      | John Scalzi                        | Atoll Studio              | 14 de mayo de 2021            |
| Si su robot de limpieza doméstica decide matar a todos los seres vivos, oprima 3.                                                                                 |                                                                 |                                                                  |                    |                                    |                           |                               |
| 2 | «Ice» «Hielo»                                                   | Robert Valley                                                    | Philip Gelatt      | Rich Larson                        | Passion Animation Studios | 14 de mayo de 2021            |
| Dos hermanos forasteros emprenden una carrera mortal junto con una banda de lugareños modificados genéticamente.                                                  |                                                                 |                                                                  |                    |                                    |                           |                               |
| 3 | «Pop Squad» «Respuesta evolutiva»                               | Jennifer Yuh Nelson                                              | Philip Gelatt      | Paolo Bacigalupi                   | Blur Studio               | 14 de mayo de 2021            |
| Su trabajo es acabar con la sobrepoblación, pero los costosos gajes del oficio lo están abrumando...                                                              |                                                                 |                                                                  |                    |                                    |                           |                               |
| 4 | «Snow in the Desert» «Un albino en el desierto»                 | Leon Berelle, Dominique Boidin, Remi Kozyra, Maxime Luere        | Philip Gelatt      | Neal Asher                         | Unit Image                | 14 de mayo de 2021            |
| Todos los cazarrecompensas de la galaxia siguen el rastro de Snow.                                                                                                |                                                                 |                                                                  |                    |                                    |                           |                               |
| 5 | «The Tall Grass» «La hierba alta»                               | Simon Otto                                                       | Philip Gelatt      | Joe R. Lansdale                    | Axis Studio               | 14 de mayo de 2021            |
| Durante un viaje a través de la pradera, un hombre se deja llevar por luces distantes y fantasmales.                                                              |                                                                 |                                                                  |                    |                                    |                           |                               |
| 6 | «All Through the House» «La visita»                             | Elliot Dear                                                      | Philip Gelatt      | Joachim Heijndermans               | Blink Industries          | 14 de mayo de 2021            |
| En la víspera de Navidad, dos hermanitos se escapan sigilosamente de su habitación para ver a Santa Claus. Una historia retorcida y siniestra. Solo para adultos. |                                                                 |                                                                  |                    |                                    |                           |                               |
| 7 | «Life Hutch» «Refugio»                                          | Alex Beaty                                                       | Philip Gelatt      | Harlan Ellison                     | Blur Studio               | 14 de mayo de 2021            |
| Después de un aterrizaje de emergencias, un piloto intenta llegar a un refugio. Pero la verdadera amenazada no está afuera...                                     |                                                                 |                                                                  |                    |                                    |                           |                               |
| 8 | «The Drowned Giant» «El gigante ahogado»                        | Tim Miller                                                       | Tim Miller         | J. G. Ballard                      | Blur Studio               | 14 de mayo de 2021            |
| El gigantesco cuerpo de un joven aparece en la costa y se convierte en un objeto de fascinación para los locales.                                                 |                                                                 |                                                                  |                    |                                    |                           |                               |

### Volumen III
| N.º | Título                                                                   | Dirigido por            | Guion adaptado por          | Basado en una historia escrita por | Animación producida por  | Fecha de lanzamiento original |
| --- | ------------------------------------------------------------------------ | ----------------------- | --------------------------- | ---------------------------------- | ------------------------ | ----------------------------- |
| 1 | «Three Robots: Exit Strategies» «Los tres robots: Estrategias de salida» | Patrick Osborne         | Philip Gelatt               | John Scalzi                        | Blow Studio              | 20 de mayo de 2022            |
| Tras el apocalipsis, tres robots visitan la Tierra y exploran los últimos intentos de supervivencia de la humanidad.                                                    |                                                                          |                         |                             |                                    |                          |                               |
| 2 | «Bad Travelling» «Mal viaje»                                             | David Fincher           | Andrew Kevin Walker         | Neal Asher                         | Blur Studio              | 20 de mayo de 2022            |
| ¡Monstruo a la vista! Una tripulación que navega por aguas alienígenas se ve obligada a llegar a un acuerdo con una voraz criatura de las profundidades.                |                                                                          |                         |                             |                                    |                          |                               |
| 3 | «The Very Pulse of the Machine» «El mismo pulso de la máquina»           | Emily Dean              | Philip Gelatt               | Michael Swanwick                   | Polygon Pictures         | 20 de mayo de 2022            |
| Tras el fracaso de una expedición a Ío, una luna de Júpiter, la única sobreviviente del desastre debe embarcarse en un peligroso pero alucinante viaje.                 |                                                                          |                         |                             |                                    |                          |                               |
| 4 | «Night of the Mini Dead» «La noche de los minimuertos»                   | Robert Bisi & Andy Lyon | Robert Bisi & Andy Lyon     | Jeff Fowler & Tim Miller           | BUCK                     | 20 de mayo de 2022            |
| Un encuentro sexual en el cementerio acaba de la peor manera: ¡Con el asedio de una plaga zombi! Pero es el apocalipsis más adorable del universo...                    |                                                                          |                         |                             |                                    |                          |                               |
| 5 | «Kill Team Kill» «Equipo mortal»                                         | Jennifer Yuh Nelson     | Philip Gelatt               | Justin Coates                      | Titmouse, Inc.           | 20 de mayo de 2022            |
| Estos soldados estadounidenses están capacitados para neutralizar cualquier amenaza, hasta una creación cibernética asesina de la CIA. ¿Su arma secreta? El humor.      |                                                                          |                         |                             |                                    |                          |                               |
| 6 | «Swarm» «Enjambre»                                                       | Tim Miller              | Tim Miller & Philip Gelatt  | Bruce Sterling                     | Blur Studio              | 20 de mayo de 2022            |
| Dos científicos humanos dedicados al estudio de una antigua entidad extraterrestre terminan descubriendo el horrible precio de la supervivencia en un universo hostil.  |                                                                          |                         |                             |                                    |                          |                               |
| 7 | «Mason's Rats» «Ratas de Mason»                                          | Carlos Stevens          | Joe Abercrombie             | Neal Asher                         | Axis Studios             | 20 de mayo de 2022            |
| Cuando las ratas comienzan a contratacar, el granjero Mason se da cuenta de que controlar su plaga será toda una odisea. El apocalipsis se tiñe del color del infierno. |                                                                          |                         |                             |                                    |                          |                               |
| 8 | «In Vaulted Halls Entombed» «En salas abovedadas sepultadas»             | Jerome Chen             | Philip Gelatt               | Alan Baxter                        | Sony Pictures Imageworks | 20 de mayo de 2022            |
| Armas de guerra modernas versus dioses ancestrales. En una misión de rescate, un escuadrón de fuerzas especiales queda atrapado en una prisión con un antiguo demonio.  |                                                                          |                         |                             |                                    |                          |                               |
| 9 | «Jíbaro» «Jíbaro»                                                        | Alberto Mielgo          | Escrito por: Alberto Mielgo | —                                  | Pinkman.TV               | 20 de mayo de 2022            |
| Un caballero sordo y una sirena mitológica quedan entrelazados en un baile letal. Una atracción letal impregnada de sangre, muerte y tesoros.                           |                                                                          |                         |                             |                                    |                          |                               |